# Azerbeidzjan op de Olympische Spelen
Azerbeidzjan is een van de landen die deelneemt aan de Olympische Spelen. Azerbeidzjan debuteerde op de Zomerspelen van 1996. Op de Spelen van 1992 was Azerbeidzjan een van de landen van het Gezamenlijk team, daarvoor was het een onderdeel van de Sovjet-Unie. In 1998 kwam het voor het eerst uit op de Winterspelen.
Parijs 2024 was voor Azerbeidzjan de achtste deelname aan de Zomerspelen, in 2022 werd voor de zevende keer deelgenomen aan de Winterspelen.

## Medailles en deelnames
Er werden 56 medailles gewonnen, alle op de Zomerspelen.
Zomerspelen 1996
Er werd een medaille behaald, een zilveren, door Namik Abdoellajev bij de vlieggewichten (-52 kg) in het vrije stijl worstelen.
Zomerspelen 2000
Op deze editie werden er drie medailles gewonnen in drie olympische sporten. Twee waren er voor de eerste Olympische kampioenen uit Azerbeidzjan. Zemfira Meftachetdinova werd de eerste vrouwelijke Olympische kampioen, zij behaalde deze titel op het onderdeel skeet in de schietsport. De eerste mannelijke Olympische kampioen werd Namik Abdoellajev, die deze titel behaalde bij de vlieggewichten (-54 kg) in het vrije stijl worstelen en werd hiermee ook de eerste meervoudige medaillewinnaar uit Azerbeidzjan. De derde medaille ging naar Voegar Alekperov die een bronzen medaille won bij de middengewichten (-75 kg) in het boksen.
Zomerspelen 2004
Bij de derde deelname werden er vijf medailles behaald. Farid Mansurov werd de derde Olympische kampioen uit Azerbeidzjan middels zijn eindzege bij de lichtgewichten (-66 kg) in het grieks-romeins worstelen. De overige vier waren bronzen medailles en werden behaald door twee mannen: Fuad Aslanov (vlieggewicht, -51 kg) en Aghasi Mammadov (bantamgewicht, -54 kg) in het boksen, en twee vrouwen: Irada Ashumova (25 m sportpistool) en Zemfira Meftachetdinova (skeet) in de schietsport. Meftachetdinova behaalde na de gouden medaille in 2000 haar tweede medaille.
Zomerspelen 2008
Voor de derde opeenvolgende keer werden er twee medailles meer behaald dan het aantal behaalde medailles op de vorige editie, op deze editie werden er zeven medailles behaald. De vierde olympische kampioen werd de judoka Elnur Mammadli die bij de lichtgewichten (-73 kg) de eindzege greep. De twee zilveren medailles werden in het Grieks-Romeins worstelen behaald; Rovshan Bayramov (-55 kg) en Vitaly Rahimov (- 60 kg) zorgden hiervoor. Twee van de vier bronzen medailles werden in het vrije stijl worstelen behaald, hier zorgden Khetag Gazyumov (-96 kg) en Mariya Stadnik (-48 kg) voor. De bokser Shalin Irmanov (vedergewicht, -57 kg) en judoka Movlud Miraliyev (halfzwaargewicht, -100 kg) behaalden de twee andere bronzen medailles. In 2016 werd Rahimov zijn zilveren medaille alsnog ontnomen.
Zomerspelen 2012
In het worstelen behaalden Rovshan Bayramov, Khetag Gazyumov en Mariya Stadnik hun tweede olympische medaille. De bronzen medaille door Valentin Hristov in het gewichtheffen behaald in de klasse tot 56 kilogram werd hem in 2019 alsnog ontnomen.
Zomerspelen 2016
In het worstelen behaalden Khetag Gazyumov en Mariya Stadnik hun derde olympische medaille en Sharif Sharifov zijn tweede.
Zomerspelen 2020
In het worstelen behaalde Mariya Stadnik haar vierde medaille, zij deed dit ook vier keer bij de vlieggewichten (-50 kg) en Haji Aliyev won zijn tweede.
Zomerspelen 2024
In het judo behaalden Hidayev Heydarot en Zelym Kotsolev goud.

### Overzicht
De tabel geeft een overzicht van de jaren waarin werd deelgenomen, het aantal gewonnen medailles en de eventuele plaats in het medailleklassement.
| Zomerspelen | Zomerspelen | Zomerspelen | Zomerspelen | Zomerspelen | Zomerspelen |        | Winterspelen | Winterspelen | Winterspelen | Winterspelen | Winterspelen | Winterspelen |
| Jaar        | Goud        | Zilver      | Brons       | Totaal      | Rang        | Jaar   | Goud         | Zilver       | Brons        | Totaal       | Rang         |              |
| 1996        | 0           | 1           | 0           | 1           | 61          | 1994   | -            | -            | -            | -            | -            |              |
| 2000        | 2           | 0           | 1           | 3           | 34          | 1998   | 0            | 0            | 0            | 0            | -            |              |
| 2004        | 1           | 0           | 4           | 5           | 50          | 2002   | 0            | 0            | 0            | 0            | -            |              |
| 2008        | 1           | 1           | 4           | 6           | 40          | 2006   | 0            | 0            | 0            | 0            | -            |              |
| 2012        | 2           | 2           | 5           | 9           | 32          | 2010   | 0            | 0            | 0            | 0            | -            |              |
| 2016        | 1           | 7           | 10          | 18          | 39          | 2014   | 0            | 0            | 0            | 0            | -            |              |
| 2020        | 0           | 3           | 4           | 7           | 67          | 2018   | 0            | 0            | 0            | 0            | -            |              |
| 2024        | 2           | 2           | 3           | 7           | 30          | 2022   | 0            | 0            | 0            | 0            | -            |              |
| Totaal      | 9           | 16          | 31          | 56          |             | Totaal | 0            | 0            | 0            | 0            |              |              |
| Tot. Z+W    | 9           | 16          | 31          | 56          |             |        |              |              |              |              |              |              |

2008: van oorspronkelijk 1-2-4 aangepast naar 1-1-4
2012: van oorspronkelijk 2-2-6 aangepast naar 2-2-5
| Editie | Sport       | Olympiër                | Onderdeel                                  | Medaille |
| ------ | ----------- | ----------------------- | ------------------------------------------ | -------- |
| 1996   | Worstelen   | Namik Abdoellajev       | vrije stijl, vlieggewicht (-52 kg) (m)     | Zilver   |
| 2000   | Boksen      | Voegar Alekperov        | middengewicht (-75 kg) (m)                 | Brons    |
| 2000   | Schietsport | Zemfira Meftachetdinova | skeet (v)                                  | Goud     |
| 2000   | Worstelen   | Namik Abdoellajev       | vrije stijl, vlieggewicht (-54 kg) (m)     | Goud     |
| 2004   | Boksen      | Fuad Aslanov            | vlieggewicht (-51 kg) (m)                  | Brons    |
| 2004   | Boksen      | Aghasi Mammadov         | bantamgewicht (-54 kg) (m)                 | Brons    |
| 2004   | Schietsport | Irada Ashumova          | 25 m sportpistool (v)                      | Brons    |
| 2004   | Schietsport | Zemfira Meftachetdinova | skeet (v)                                  | Brons    |
| 2004   | Worstelen   | Farid Mansurov          | grieks-romeins, lichtgewicht (-66 kg) (m)  | Goud     |
| 2008   | Boksen      | Shalin Irmanov          | vedergewicht (-57 kg) (m)                  | Brons    |
| 2008   | Judo        | Elnur Mammadli          | -73 kg (m)                                 | Goud     |
| 2008   | Judo        | Movlud Miraliyev        | -100 kg (m)                                | Brons    |
| 2008   | Worstelen   | Rovshan Bayramov        | grieks-romeins, -55 kg (m)                 | Zilver   |
| 2008   | Worstelen   | Khetag Gazyumov         | vrije stijl, -96 kg (m)                    | Brons    |
| 2008   | Worstelen   | Mariya Stadnik          | vrije stijl, -48 kg (v)                    | Brons    |
| 2012   | Boksen      | Teymur Mammadov         | zwaargewicht (m)                           | Brons    |
| 2012   | Boksen      | Magomedrasul Majidov    | super zwaargewicht (m)                     | Brons    |
| 2012   | Worstelen   | Rovshan Bayramov        | grieks-romeins, -55 kg (m)                 | Zilver   |
| 2012   | Worstelen   | Emin Amadov             | grieks-romeins, -74 kg (m)                 | Brons    |
| 2012   | Worstelen   | Toghrul Asgarov         | vrije stijl, -60 kg (m)                    | Goud     |
| 2012   | Worstelen   | Sharif Sharifov         | vrije stijl, -84 kg (m)                    | Goud     |
| 2012   | Worstelen   | Khetag Gazyumov         | vrije stijl, -96 kg (m)                    | Brons    |
| 2012   | Worstelen   | Mariya Stadnik          | vrije stijl, -48 kg (v)                    | Zilver   |
| 2012   | Worstelen   | Yuliya Ratkevich        | vrije stijl, -55 kg (v)                    | Brons    |
| 2016   | Boksen      | Lorenzo Sotomayor       | halfwelter (m)                             | Zilver   |
| 2016   | Boksen      | Kamran Melikuzijev      | middengewicht (m)                          | Brons    |
| 2016   | Judo        | Rustam Orujov           | -73 kg (m)                                 | Zilver   |
| 2016   | Judo        | Elmar Gasimov           | -100 kg (m)                                | Zilver   |
| 2016   | Kanovaren   | Valentin Demyanenko     | C1 200m (m)                                | Zilver   |
| 2016   | Kanovaren   | Inna Osypenko-Radomska  | K1 200m (v)                                | Brons    |
| 2016   | Taekwondo   | Milad Beigi             | -80 kg (m)                                 | Brons    |
| 2016   | Taekwondo   | Radik Isayev            | +80 kg (m)                                 | Goud     |
| 2016   | Taekwondo   | Patimat Abakarova       | -49 kg (v)                                 | Brons    |
| 2016   | Worstelen   | Rasul Chunayev          | grieks-romeins, -66 kg (m)                 | Brons    |
| 2016   | Worstelen   | Sabah Shariati          | grieks-romeins, -130 kg (m)                | Brons    |
| 2016   | Worstelen   | Haji Aliyev             | vrije stijl, -57 kg (m)                    | Brons    |
| 2016   | Worstelen   | Toghrul Asgarov         | vrije stijl, -65 kg (m)                    | Zilver   |
| 2016   | Worstelen   | Jabrayil Hasanov        | vrije stijl, -74 kg (m)                    | Brons    |
| 2016   | Worstelen   | Sharif Sharifov         | vrije stijl, -86 kg (m)                    | Brons    |
| 2016   | Worstelen   | Khetag Gazyumov         | vrije stijl, -98 kg (m)                    | Zilver   |
| 2016   | Worstelen   | Mariya Stadnik          | vrije stijl, -48 kg (v)                    | Zilver   |
| 2016   | Worstelen   | Nataliya Synyshyn       | vrije stijl, -53 kg (v)                    | Brons    |
| 2020   | Boksen      | Loren Alfonso           | halfzwaargewicht (-81 kg) (m)              | Brons    |
| 2020   | Judo        | Irina Kindzerska        | zwaargewicht (+78 kg) (v)                  | Brons    |
| 2020   | Karate      | Rafajel Agchajev        | middengewicht (-75 kg) (m)                 | Zilver   |
| 2020   | Karate      | Iryna Zaretska          | zwaargewicht (+61 kg) (v)                  | Zilver   |
| 2020   | Worstelen   | Rafig Hoesejnov         | grieks-romeins, weltergewicht (-77 kg) (m) | Brons    |
| 2020   | Worstelen   | Haji Alijev             | vrije stijl, lichtgewicht (-65 kg) (m)     | Zilver   |
| 2020   | Worstelen   | Mariya Stadnik          | vrije stijl, vlieggewicht (-50 kg) (v)     | Brons    |

| Editie | Sport         | Olympiër         | Onderdeel                  | Medaille |  |
| ------ | ------------- | ---------------- | -------------------------- | -------- |  |
| 2008   | Worstelen     | Vitaly Rahimov   | grieks-romeins, -60 kg (m) | Zilver   |  |
| 2012   | Gewichtheffen | Valentin Hristov | -56 kg (m)                 | Brons    |  |

| Sport         | Goud | Zilver | Brons | Totaal |
| ------------- | ---- | ------ | ----- | ------ |
| Boksen        | 0    | 01     | 08    | 009    |
| Gewichtheffen | 0    | 0      | 01    | 000    |
| Judo          | 01   | 02     | 02    | 005    |
| Kanovaren     | 0    | 01     | 01    | 002    |
| Karate        | 0    | 02     | 0     | 002    |
| Schietsport   | 01   | 0      | 02    | 003    |
| Taekwondo     | 01   | 0      | 02    | 003    |
| Worstelen     | 04   | 08     | 13    | 026    |
| Totaal        | 7    | 14     | 28    | 49     |

Afghanistan · Albanië · Algerije · Amerikaans-Samoa · Amerikaanse Maagdeneilanden · Andorra · Angola · Antigua en Barbuda · Argentinië · Armenië · Aruba · Australië · Azerbeidzjan · Bahama's · Bahrein · Bangladesh · Barbados · België · Belize · Benin · Bermuda · Bhutan · Bolivia · Bosnië en Herzegovina · Botswana · Brazilië · Britse Maagdeneilanden · Brunei · Bulgarije · Burkina Faso · Burundi · Cambodja · Canada · Centraal-Afrikaanse Republiek · Chili · China · Chinees Taipei · Colombia · Comoren · Congo-Brazzaville · Congo-Kinshasa · Cookeilanden · Costa Rica · Cuba · Cyprus · Denemarken · Djibouti · Dominica · Dominicaanse Republiek · Duitsland · Ecuador · Egypte · El Salvador · Equatoriaal-Guinea · Eritrea · Estland · Ethiopië · Fiji · Filipijnen · Finland · Frankrijk · Gabon · Gambia · Georgië · Ghana · Grenada · Griekenland · Groot-Brittannië · Guam · Guatemala · Guinee · Guinee-Bissau · Guyana · Haïti · Honduras · Hongarije · Hongkong · Ierland · IJsland · India · Indonesië · Irak · Iran · Israël · Italië · Ivoorkust · Jamaica · Japan · Jemen · Jordanië · Kaaimaneilanden · Kaapverdië · Kameroen · Kazachstan · Kenia · Kirgizië · Kiribati · Koeweit · Kosovo · Kroatië · Laos · Lesotho · Letland · Libanon · Liberia · Libië · Liechtenstein · Litouwen · Luxemburg · Madagaskar · Malawi · Malediven · Maleisië · Mali · Malta · Marokko · Marshalleilanden · Mauritanië · Mauritius · Mexico · Micronesië · Moldavië · Monaco · Mongolië · Montenegro · Mozambique · Myanmar · Namibië · Nauru · Nederland · Nepal · Nicaragua · Nieuw-Zeeland · Niger · Nigeria · Noord-Korea · Noord-Macedonië · Noorwegen · Oeganda · Oekraïne · Oezbekistan · Oman · Oost-Timor · Oostenrijk · Pakistan · Palau · Palestina · Panama · Papoea-Nieuw-Guinea · Paraguay · Peru · Polen · Portugal · Puerto Rico · Qatar · Roemenië · Rusland · Rwanda · Saint Kitts en Nevis · Saint Lucia · Saint Vincent en de Grenadines · Salomonseilanden · Samoa · San Marino · Saoedi-Arabië · Sao Tomé en Principe · Senegal · Servië · Seychellen · Sierra Leone · Singapore · Slovenië · Slowakije · Somalië · Spanje · Sri Lanka · Soedan · Suriname · Swaziland · Syrië · Tadzjikistan · Tanzania · Thailand · Togo · Tonga · Trinidad en Tobago · Tsjaad · Tsjechië · Tunesië · Turkije · Turkmenistan · Tuvalu · Uruguay · Vanuatu · Venezuela · Verenigde Arabische Emiraten · Verenigde Staten · Vietnam · Wit-Rusland · Zambia · Zimbabwe · Zuid-Afrika · Zuid-Korea · Zuid-Soedan · Zweden · Zwitserland
Historische landen: Bohemen · Bondsrepubliek Duitsland · Brits-Indië · Duitse Democratische Republiek · Joegoslavië · Malaya · Nederlandse Antillen · Noord-Borneo · Noord-Jemen · Saarland · Servië en Montenegro · Sovjet-Unie · Tsjecho-Slowakije · West-Indische Federatie · Zuid-Jemen
Bijzondere deelnames: Onafhankelijke olympische atleten · Vluchtelingenteam 
 Australazië · Duits Eenheidsteam · Gemengd team · Gezamenlijk Team